# Yitang Zhang
Zhang Tom Yitang (en idioma chino 张益唐, Zhāng Yìtáng), nacido en 1955, es un matemático chino especialista en teoría de números. En mayo de 2013 se hizo famoso en la comunidad matemática por un importante avance en el estudio de los números primos.

## Estudios
Zhang estudia en la Universidad de Pekín desde 1978 hasta en 1986, obteniendo sucesivamente los títulos de B.A. y M.Sc., este último bajo la dirección del especialista en teoría de números Pan Chengbiao. Recomendado por Ding Shisun, se incorpora la Purdue University en enero de 1985 obteniendo su Ph. D. en 1991.

## Carrera profesional
La tesis de Zhang trata sobre la conjetura jacobiana, pero sus relaciones con su director de tesis Tzuong-Tsieng Moh disminuyeron con el tiempo. Académicamente aislado, trabajó muchos años como contable y en un restaurante Subway, paralelamente a su actividad universitaria. Lector durante mucho tiempo en la Universidad de Nuevo Hampshire, fue nombrado finalmente profesor (el equivalente a catedrático en España) en 2014.

## Distribución de números primos
En mayo de 2013 publicó una demostración de la existencia de infinitos pares de números primos separados entre sí menos de 70 millones de unidades. Este resultado es una forma débil de la conjetura de los primos gemelos. El artículo fue aceptado en la muy prestigiosa revista Annals of Mathematics el 20 de mayo.